# Grijze heide-uil
De grijze heide-uil (Lycophotia molothina) is een nachtvlinder uit de familie van de uilen (Noctuidae). De wetenschappelijke naam van deze soort is als Phalaena molothina voor het eerst geldig gepubliceerd door Eugen Johann Christoph Esper in 1789.

## Beschrijving
De voorvleugellengte bedraagt tussen de 16 en 18 millimeter. De grondkleur van de voorvleugels is bruingrijs. De uilvlekken zijn duidelijk zichtbaar en lichtgrijs gekleurd. Bij de vleugelbasis bevindt zich een lichtgekleurd veld tegen de voorrand van de vleugel. De achtervleugels zijn wittig met donkere aders.

## Levenscyclus
De rups van de grijze heide-uil is te vinden van juni tot maart en overwintert. Als waardplant wordt struikhei gebruikt. De vlinder kent één generatie die vliegt van in mei en juni.

## Voorkomen
De soort komt verspreid voor van Zuidwest- tot Centraal-Europa. De grijze heide-uil is in Nederland een zeer zeldzame soort uit het noorden van de Veluwe. Ook in België is de soort zeer zeldzaam, en alleen bekend van de Kempen en het zuiden.